# Stevensia buxifolia
Stevensia buxifolia är en måreväxtart som beskrevs av Pierre Antoine Poiteau. Stevensia buxifolia ingår i släktet Stevensia och familjen måreväxter. Inga underarter finns listade i Catalogue of Life.